# Retkes Attila
Retkes Attila (Budapest, 1972. július 18. –) magyar zenetörténész, közgazdász, kulturális szakember, politikus. 2009-2010 között a Szabad Demokraták Szövetsége elnöke. A Gramofon – Klasszikus és Jazz című zenei folyóirat főszerkesztője, a Népszava zenei szakírója, a Magyar Táncművészeti Egyetem docense (művészetelméleti tanszék). Doktori (PhD) fokozatát a Debreceni Református Hittudományi Egyetemen szerezte. Kutatási területe a Kádár-korszak magyar jazztörténete (1962-1989). Emellett unitárius egyháztörténettel is foglalkozik.

## Tanulmányai
- Liszt Ferenc Zeneművészeti Főiskola – RTV zenei rendező, 1994
- Liszt Ferenc Zeneművészeti Főiskola – Muzikológus és középiskolai zeneirodalom tanár, 1995
- Budapesti Közgazdaságtudományi és Államigazgatási Egyetem Vezetőképző Intézet – Általános menedzser (szakirány: értékesítés) + Master of Business Administration (MBA), 2002
- Eötvös Loránd Tudományegyetem Európai Tanulmányok Központja – Európa-tanulmányok (akkreditált felnőttképzés), 2004
- Debreceni Református Hittudományi Egyetem – summa cum laude minősítéssel megszerzett doktori (PhD) fokozat, 2018

## Szakmai pályafutása
- 1992-1994: Magyar Tudományos Akadémia Zenetudományi Intézet – gyakornok
- 1992-1995: Magyar Rádió, Magyar Televízió, Danubius Rádió – külső (zenei) munkatárs
- 1994-2006: Magyar Hírlap – zenei szakíró, kulturális rovatszerkesztő, rovatvezető
- 1995-2000: Budapest Rádió Kft. – műsorigazgató, ügyvezető
- 1996-2009: Gramofon – Klasszikus és Jazz (zenei folyóirat) – főszerkesztő
- 1997-2002: MTM-SBS Televízió Rt. – magazinműsorok producere
- 2001-2009: Klasszikus és Jazz Nonprofit Kft. – ügyvezető. Tevékenységi kör: lap-, könyv- és hanglemezkiadás, koncertrendezés, rádióműsor-készítés, zenei kommunikáció
- 2003-2009: Petőfi Csarnok Kht. – a Felügyelő Bizottság elnöke
- 2005-2009: Művészetek Palotája Budapest – művészeti tanácsadó, jazz programszerkesztő
- 2009-2010: Szabad Demokraták Szövetsége – elnök
- 2007–2015 Liszt Ferenc Zeneművészeti Egyetem – megbízott előadó. Tantárgy: zenei menedzsment
- 2010- Gramofon – Klasszikus és Jazz (zenei folyóirat) – főszerkesztő
- 2015- Népszava – zenei szakíró
- 2019- Magyar Táncművészeti Egyetem – adjunktus, majd docens
- 2019-2022 MagyarJazz.hu – zenei internetes portál – felelős kiadó

## Politikai pályafutása
2002-ben lépett be az SZDSZ-be. 2009. július 12-én, Fodor Gábor lemondása után a rendkívüli tisztújításon 228 szavazattal győzött ellenfeleivel, Badacsonyi Szabolcs óbudai önkormányzati képviselővel és Weinek Leonárd zuglói polgármesterrel szemben, 228-106-72 szavazataránnyal. Elnökké választása után azonnal lemondásra szólította fel Kóka János frakcióvezetőt, felhívását a küldöttgyűlés szimpátiaszavazással támogatta. 2010. május 29-én lemondott a pártelnökségről.

## Publikációk
- Ki nyer ma? Játék és muzsika 25 éven át; bev. Czigány György, sajtó alá rend. Retkes Attila; Magyar Rádió Zenei Főszerkesztőség, Bp., 1994
- Bartók Béla és a jazz In: Zenetudományi tanulmányok Kroó György tiszteletére (Magyar Zenetudományi és Zenekritikai Társaság, 1996)
- Életrajzi írások In: Nagy tanárok, híres tanítványok – 125 éves a Zeneakadémia (Liszt Ferenc Zeneművészeti Egyetem, 2000)
- Kontrasztok – 111 beszélgetés muzsikusokkal (Wellington Kommunikáció, 2000)
- Bródy (Gréczy Zsolttal, Vince Kiadó, 2003)
- Presser (Gréczy Zsolttal, Vince Kiadó, 2003)
- Horusitzky Zoltán (A magyar zeneszerzők sorozatban, Mágus Kiadó, 2003)
- Zenélő ezredkezdet (Nap Kiadó, 2004)
- Liszt Ferenc Kamarazenekar (Gramofon Könyvek, 2008)
- Kulturális szponzorálás és mecenatúra Magyarországon 1990-2006 (Metropolitan Media, 2009)
- Hanglemezpiaci kérdőjelek In: Médiakönyv – Tények és tanok (Enamiké Kft., 2001)
- Zenekultúra piaci törvények között In: Magyarország Médiakönyve 2003 (Enamiké Kft., 2003)
- Populáris zenenekultúra – Munkaanyag a Kulturális Stratégiai Bizottság részére (kézirat, 2004)
- Cziffra György, Rácz Aladár, Rózsa Miklós, Solti György, Szabó Gábor, Veress Sándor portréja In: Világhíres magyarok (Kossuth Kiadó, 2004, angolul, németül és franciául is)
- Populáris zenekultúra az ezredfordulón In.: Magyar tudománytár 6. Kultúra (MTA Társadalomkutató Központ–Kossuth Kiadó, 2006)
- Zene, művészet, piac, fogyasztás; szerk. Retkes Attila, Várkonyi Tamás; Kultindex Nonprofit Kft., Bp., 2010 (NKA kutatások)
- Géniuszok és mesteremberek. Zenetörténeti írások; Klasszikus és Jazz Nonprofit Kft., Bp., 2011 (Gramofon könyvek)
- Unitáriusok Budapesten. Egy erdélyi történelmi egyház a főváros vallási életében (1869–1949). Budapest, 2019 (Zwingli Kiadó)
- Bukletbuk. Hanglemezfelvételek zenetörténeti kontextusban; Retkes Attila Kulturális Értékteremtő Kft., Budapest, 2020 (Gramofon könyvek)
- Gramofon 25. Zenetudományi és zenekritikai antológia; szerk. Retkes Attila; Retkes Attila Kulturális Értékteremtő Kft., Budapest, 2021 (Gramofon könyvek)
- Hanglemez-kísérőfüzetek – 80 írás, Hungaroton Records
- Hangverseny-műsorismertetések – kb. 90 írás – Matáv (Magyar Telekom) Szimfonikus Zenekar
- Kb. 1800 cikk a Magyar Hírlapban (1994-2006)
- További cikkek, kritikák az alábbi lapokban: Világgazdaság, Népszava, Gramofon, Holmi, Holnap, Vigilia, Operaélet, Operamagazin, Zene Zene Tánc, Zempléni Múzsa

## Külső hivatkozások
- Retkes Attila honlapja
- Stop.hu interjú[halott link]
- Index.hu Retkes Attila lett az SZDSZ új elnöke

| Elődje: Fodor Gábor | A Szabad Demokraták Szövetségének elnöke 2009 – 2010 | Utódja: (öttagú ügyvivői testület) |